# Titron
Titron is een nagar panchayat (plaats) in het district Saharanpur van de Indiase staat Uttar Pradesh. De plaats ligt ten noorden van de stad Shamli.

## Demografie
Volgens de Indiase volkstelling van 2001 wonen er 10.499 mensen in Titron, waarvan 53% mannelijk en 47% vrouwelijk is. De plaats heeft een alfabetiseringsgraad van 45%.